# Брусилов Олексій Олексійович
Олексі́й Олексі́йович Бруси́лов (рос. Алексей Алексеевич Брусилов; 19 (31) серпня 1853, Тифліс, нині Тбілісі — 17 березня 1926, Москва) — російський військовий діяч, генерал від кавалерії (1912).

## Біографія
1872 року закінчив Пажеський корпус. Проходив військову службу на Кавказі. Був учасником російсько-османської війни 1877—1878 років.
1883 року закінчив кавалерійську школу в Санкт-Петербурзі. Надалі був її викладачем, а від 1902 року — начальником цієї школи.
У 1906—1914 роках Брусилов — начальник 2-ї гвардійської кавалерійської дивізії, командир 14-го армійського корпусу, помічник командира Варшавського військового округу, командир 12-го армійського корпусу. Один рік проживав у Вінниці.
Учасник Першої світової війни. Командував 8-ю армією. Від березня 1916 року був головнокомандувачем Південно-Західного фронту, війська якого в травні — серпні 1916 року здійснили прорив австро-німецького фронту. Ця найвдаліша бойова операція російської армії за всю війну увійшла в історію як Брусиловський прорив.
У травні — липні 1917 року Брусилов обіймав посаду Верховного головнокомандувача Збройних сил Росії, відстоював ідею ведення війни до переможного кінця.
Після Жовтневого перевороту 1917 року Брусилов усунувся від активної діяльності, жив у Москві. Навесні — влітку 1918 року таємно співпрацював із Білим рухом. У серпні — жовтні 1918 року перебував під арештом на гауптвахті в Московському Кремлі за підозрою в контрреволюційній діяльності. До весни 1919 року перебував під домашнім арештом.
На початку польсько-радянської війни 1920 Брусилов добровільно вступив до Червоної армії.
Помер 17 березня 1926 року від запалення легенів. Брусилова поховано на Новодівочому кладовищі в Москві.

## Вшанування
- У Вінниці на вулиці Архітектора Артинова, 5 була встановлена меморіальна дошка «Брусилов О.О. Герою, генералу Першої світової війни 1914-1918. На честь Брусилівського прориву».